# Audyt środowiskowy
Audyt środowiskowy – narzędzie zarządzania obejmujące systematyczną, udokumentowaną, okresową i obiektywną ocenę efektów działalności organizacji, systemu zarządzania i procesów służących ochronie środowiska.